# Connemarella
Connemarella es un género de foraminífero bentónico de la subfamilia Pseudogaudryininae, de la familia Pseudogaudryinidae, de la superfamilia Textularioidea, del suborden Textulariina y del orden Textulariida. Su especie tipo es Connemarella rudis. Su rango cronoestratigráfico abarca desde el Bathoniense (Jurásico medio) hasta el Kimmeridgiense (Jurásico superior).

## Clasificación
Connemarella incluye a las siguientes especies:
- Connemarella rudis